# This Is The Moody Blues
This Is the Moody Blues is een verzamelalbum van de Moody Blues, uitgebracht tijdens hun 4-jarige sabbatical. Het bevat songs van de albums van Days of Future Passed tot Seventh Sojourn.
LP1/CD1:
1. Question
2. The Actor
3. The Word
4. Eyes of a Child
5. Dear Diary
6. Legend of a Mind
7. In the Beginning
8. Lovely to See You
9. Never Comes the Day
10. Isn't Life Strange
11. The Dream
12. Have You Heard
13. The Voyage
14. Have You Heard

LP2/CD2:
1. Ride My See-Saw
2. Tuesday Afternoon
3. And the Tide Rushes in
4. New Horizons
5. A Simple Game
6. Watching and Waiting
7. I'm Just a Singer (In a Rock and Roll Band)
8. For My Lady
9. The Story in Your Eyes
10. Melancholy Man
11. Nights in White Satin
12. Late Lament

Alleen het nummer Simple game is nieuw; het is een compositie van Mike Pinder; eerder op single gezet door de Four Tops.